# Предраг Ејдус
Предраг Ејдус (Београд, 24. јул 1947 — Београд, 28. септембар 2018) био је југословенски и српски глумац и професор глуме.

## Биографија
Родио се 24. јула 1947. године у Београду, од оца Јеврејина и мајке Српкиње. Завршио је 14. београдску гимназију, а дипломирао глуму 1972. године на Академији за позориште, филм и телевизију, у класи професора Миленка Маричића. Био члан аматерског позоришта Дадов од 1962. до 1968, a члан Драме Народног позоришта у Београду постао је одмах након дипломирања 1972, и ту је остао до 1993, када је са Светланом Бојковић и Предрагом - Микијем Манојловићем отишао из Народног позоришта, у знак протеста због доласка Александра Берчека на место управника позоришта. Пре тога био је в. д. директора Драме Народног позоришта. У Југословенско драмско позориште прешао 1993, a од 2001. је ванредни професор глуме на Академији уметности „Браћа Карић". Изабран је 2006. у звање редовног професора на предмету Глума. Био је и председник Удружења драмских уметника Србије од 1985. до 1989.

## Галерија
- Ујкин сан; Фјодора Достојевског у режији Егона Савина, Драма СНП-а, Нови Сад, 2006/07; Фотографије су део фото збирке Српског народног позоришта.
- Гордана Ђурђевић Димић, Предраг Ејдус
- Гордана Ђурђевић Димић, Предраг Ејдус, Милица Грујичић
- Предраг Ејдус, Гордана Ђурђевић Димић, Југослав Крајнов, Оливера Стаменковић

У позориштима широм некадашње Југославије — у Београду, Новом Саду, Суботици, Загребу, у Немачкој, Француској, Канади, САД, Мађарској, Швајцарској — одиграо је 150 драмских улога. Снимио је више од 50 филмова, телевизијских драма и серија. У његове антологијске позоришне улоге убрајају се ликови: Осипа Мандељштама, Јоакима Вујића, кнеза Мишкина, Франца Кафке, Наполеона, Бориса Годунова, Исака Бабеља, Порфирија Петровича, Кир Јање, Лазе Дунђерског... Играо је у представама Фауст 1 и 2, Кир Јањи, Глембајевима, Млетачком трговцу, Супермаркету, Скупу. Представа Кир Јања, у којој је глумио насловну улогу, прославила је 2017. године 25 година извођења.
Преминуо је 28. септембра 2018. године у Београду. Комеморација је одржана 8. октобра у Народном позоришту у Београду.
Био је ожењен Милицом Ејдус, архитектом и сценографом. Имају кћер Вању (глумицу), и сина Филипа.
По националности се изјашњавао као Југословен.

## Филмографија
| Год.         | Назив                                    | Улога                                           |
| ------------ | ---------------------------------------- | ----------------------------------------------- |
| 1970.-те     |                                          |                                                 |
| 1971.        | Халелуја                                 |                                                 |
| 1971.        | Дон Кихот и Санчо Панса                  |                                                 |
| 1972.        | Пораз (ТВ филм)                          |                                                 |
| 1972.        | Милева Ајнштајн (ТВ)                     | Алберт Ајнштајн                                 |
| 1973.        | Време Сутјеске                           |                                                 |
| 1973.        | Филип на коњу (серија)                   | Писар                                           |
| 1973.        | Наше приредбе (ТВ серија)                |                                                 |
| 1974.        | Провод (ТВ)                              | Алберт Стокс                                    |
| 1974.        | Слободан превод Мизантропа               |                                                 |
| 1974.        | Црна листа (ТВ)                          | Џоов син                                        |
| 1974.        | Поленов прах                             | Седмак                                          |
| 1975.        | Синови                                   | Словенац                                        |
| 1975.        | Андра и Љубица                           | Панта                                           |
| 1976.        | Иди тамо где те не познају               | Жупник                                          |
| 1976.        | Морава 76 (серија)                       | Славко (партијски секретар)                     |
| 1976.        | Четири дана до смрти                     | Никола Хећимовић                                |
| 1976.        | Музика позорнице (серија)                |                                                 |
| 1977.        | Мизантроп                                |                                                 |
| 1978.        | Поглед у ноћ                             | Милојко Милодраг                                |
| 1978.        | Повратак отписаних (ТВ серија) (серија)  | Мали                                            |
| 1979.        | Прва српска железница (ТВ)               | Мита Ракић                                      |
| 1979.        | Слом (серија)                            | Инструктор ПК КПЈ                               |
| 1980.-те     |                                          |                                                 |
| 1980.        | Мама                                     |                                                 |
| 1980.        | Снови, живот, смрт Филипа Филиповића     | Руски комуниста                                 |
| 1980.        | Као Београд цео                          |                                                 |
| 1981.        | Непокорени град (серија)                 | Отокар Кершовани                                |
| 1981.        | Пикник у Тополи                          | Макса                                           |
| 1981.        | Жеђ                                      |                                                 |
| 1981.        | Високи напон                             | Удбаш                                           |
| 1981.        | Светозар Марковић (серија)               | Алекса Кнежевић                                 |
| 1981.        | Седам секретара СКОЈ-а (серија)          |                                                 |
| 1982.        | Жива земља                               | Бановић                                         |
| 1982.        | Кројачи џинса                            | Вуле                                            |
| 1982.        | Подвизи                                  |                                                 |
| 1982.        | Приче преко пуне линије (серија)         | Миличин муж                                     |
| 1983.        | Снохватице                               | Јован Јовановић Змај                            |
| 1983.        | Певања на виру                           |                                                 |
| 1984.        | Последња авантура                        | Лекар                                           |
| 1985.        | Случај Лазе Костића                      | Тужилац 1                                       |
| 1985.        | Брисани простор (ТВ серија)              | Јокохама                                        |
| 1985.        | Учини то својски (ТВ)                    | Зоран                                           |
| 1986.        | Врење (ТВ)                               | Моша Пијаде                                     |
| 1986.        | Од злата јабука                          | Лекар                                           |
| 1986.        | Бал на води                              | Анђелковић, сликар                              |
| 1986.        | Приче са краја ходника                   | Гинеколог                                       |
| 1986.        | Шовинистичка фарса                       | Бернард Драх                                    |
| 1986.        | Штрајк у ткаоници ћилима                 |                                                 |
| 1987.        | Погрешна процена                         |                                                 |
| 1987.        | Дом Бергманових (ТВ)                     | Леон                                            |
| 1987.        | Женска прича                             | Бранко Перишић                                  |
| 1987.        | Последња прича                           |                                                 |
| 1987.        | Вук Караџић (серија)                     | Иван Југовић                                    |
| 1988.        | Како засмејати господара                 | Јоаким Вујић (шнајдерски калфа)                 |
| 1988.        | Вања                                     |                                                 |
| 1989.        | Последњи круг у Монци                    | Жабац                                           |
| 1989.        | Кривда (ТВ)                              | Баја Предић                                     |
| 1989.        | Другарица министарка (серија)            | Рајковић                                        |
| 1989.        | Хајде да се волимо 2                     | Бернард Драх                                    |
| 1990.-те     |                                          |                                                 |
| 1990.        | Заборављени (серија)                     | Директор/Управник                               |
| 1990.        | Покојник (ТВ)                            | Инжењер Павле Марић                             |
| 1990.        | Секс - партијски непријатељ бр. 1        | Мија                                            |
| 1990.        | Хајде да се волимо 3                     | Судија                                          |
| 1991.        | Контрабас (ТВ)                           |                                                 |
| 1991.        | Смрт госпође министарке (ТВ)             | Александар Аца Цветковић                        |
| 1991.        | Холивуд или пропаст                      |                                                 |
| 1991.        | Мала                                     | Директор                                        |
| 1992.        | Шовинистичка фарса 2                     | Бернард Драх                                    |
| 1992.        | Увод у други живот                       | Мајор                                           |
| 1992.        | Тито и ја                                | Предраг Голдштајн                               |
| 1992.        | Девојка с лампом (ТВ)                    | Свештеник                                       |
| 1992.        | Јевреји долазе                           | Рајтер                                          |
| 1992.        | Танго аргентино                          | Директор                                        |
| 1993.        | Пун месец над Београдом                  | Николај Васиљевич Гогољ                         |
| 1993.        | Коцкар                                   | Господин Естли                                  |
| 1993.        | Броз и ја (ТВ серија)                    | Предраг Голдштајн                               |
| 1994.        | Вуковар, једна прича                     | Стјепан                                         |
| 1995.        | Симпатија и антипатија (ТВ)              | Др Макаријус                                    |
| 1993—1995.   | Театар у Срба (серија)                   | Јован Стерија Поповић                           |
| 1995.        | Отворена врата (серија)                  | Живојин Дучић                                   |
| 1995.        | Пакет аранжман                           | Професор                                        |
| 1995.        | Тамна је ноћ                             | Доктор Лабуд Ашкерц                             |
| 1995.        | Туђа Америка                             | Доктор                                          |
| 1995.        | Убиство с предумишљајем                  | Др Цветковић                                    |
| 1996.        | Јој, Кармела (ТВ)                        | Паулино                                         |
| 1996.        | Контраш (серија)                         |                                                 |
| 1996.        | Потера за благом                         |                                                 |
| 1996.        | Шовинистичка фарса 3                     | Бернард Драх                                    |
| 1997.        | Љубав, женидба и удадба (ТВ)             | Јован Стерија Поповић                           |
| 1998.        | Канал мимо (серија)                      | Директор                                        |
| 1998.        | Не мирише више цвеће                     | Миле француз                                    |
| 1998.        | Никољдан 1901. године (ТВ)               | Риста Опалић                                    |
| 1999.        | Пропутовање                              | Борислав - старији                              |
| 2000.-те     |                                          |                                                 |
| 2000.        | Видимо се у Ден Хагу                     | Бернард Драх                                    |
| 2001.        | Лола (ТВ)                                | Ика Пушибрк                                     |
| 2001.        | Рондо (ТВ филм)                          |                                                 |
| 2002.        | Сузе Дениса Тита                         | Физичар                                         |
| 2002.        | Глад                                     |                                                 |
| 2002.        | Зона Замфирова                           | Трубач                                          |
| 2002.        | Лисице (серија)                          | Ратко                                           |
| 2003.        | Живот је марш (ТВ)                       | Јосип Броз Тито                                 |
| 2003.        | У посети код господина Грина (ТВ)        | Господин Грин                                   |
| 2003.        | Казнени простор (ТВ серија)              | Ђан Пјетро Донати                               |
| 2004.        | Скела (ТВ)                               | Звоноливач                                      |
| 2004.        | Пљачка Трећег рајха                      | Банкар                                          |
| 2004.        | Пад у рај                                | Таксиста                                        |
| 2004.        | Јесен стиже, дуњо моја                   | Газда Гранфилд                                  |
| 2004.        | Te quiero, Радиша - (ТВ филм)                     | Психијатар                                      |
| 2005.        | Мирис формалина                          |                                                 |
| 2005.        | Ивкова слава                             | Канић                                           |
| 2005.        | Леле, бато (ТВ)                          | Доктор Јаковљевић                               |
| 2006.        | Друго стање (серија)                     | Доца                                            |
| 2005—2006.   | Стижу долари 2 (серија)                  | Маринковић                                      |
| 2007.        | Два                                      |                                                 |
| 2007.        | Позориште у кући (серија)                | Телембаковић                                    |
| 2007.        | С. О. С. - Спасите наше душе             | Јошка                                           |
| 2007.        | Оно наше што некад бејаше (серија)       | Атанас Димић                                    |
| 2008.        | Краљевина Србија (ТВ)                    | Барон фон Гисел - Аустроугарски царски посланик |
| 2007—2015.   | Улица липа (серија)                      | Обрен                                           |
| 2009.        | Последња аудијенција (серија)            |                                                 |
| 2010.-те     |                                          |                                                 |
| 2010.        | Шишање                                   | Професор Хаџи-Танкосић                          |
| 2010—2011.   | Мирис кише на Балкану (ТВ серија)        | Леон Салом                                      |
| 2011.- 2012. | Непобедиво срце (ТВ серија)              | Алекса Новаковић                                |
| 2012.        | Шешир професора Косте Вујића             | професор француског језика                      |
| 2012.        | Луд, збуњен, нормалан                    | Белај Бег Јованче                               |
| 2012.        | Устаничка улица                          | Отац                                            |
| 2007—2012.   | Бела лађа (серија)                       | Лазар (Миодраг) Хаџи-Здравковић                 |
| 2012.        | Кад сване дан                            | Рабин                                           |
| 2013.        | На путу за Монтевидео                    | Бранислав Нушић                                 |
| 2013.        | Луд, збуњен, нормалан                    | Јован Белајбег                                  |
| 2013.        | Шешир професора Косте Вујића (ТВ серија) | Професор француског језика                      |
| 2014.        | Талог (ТВ драма)                         | Андрија Милошев                                 |
| 2015.        | Брат Дејан                               | Душан                                           |
| 2015.        | Кад би овце биле розе                    | Наставник                                       |
| 2015.        | Нађа                                     |                                                 |
| 2015.        | Придошлица                               | Брана                                           |
| 2015.        | Ургентни центар                          | Доктор Брковић                                  |
| 2016.        | Санта Марија дела Салуте                 | Јован Ђорђевић                                  |
| 2017.        | Изгредници (филм)                        | Гинеколог                                       |
| 2017.        | Санта Марија дела Салуте (ТВ серија)     | Јован Ђорђевић                                  |
| 2018.        | Жигосани у рекету                        | Боле                                            |
| 2018.        | Шифра Деспот                             | Пензионер Синиша                                |
| 2019.        | Далеко је Холивуд                        | Ференц                                          |

## Синхронизација
| Година | Назив                               | Улога              |
| ------ | ----------------------------------- | ------------------ |
| 2013.  | Грозан ја 2                         | Сајлос Овногуз     |
| 2015.  | Хотел Трансилванија 2               | Влад Дракула       |
| 2016.  | У потрази за Дори                   | Хенк               |
| 2017.  | Грозан ја 3                         | Сајлос Овногуз     |
| 2017.  | Лепотица и звер (2017)              | Часворт (дијалози) |
| 2018.  | Хотел Трансилванија 3: Одмор почиње | Влад Дракула       |

## Награде и признања
- Добричин прстен за животно дело, 2008.
- Златни ћуран, за животно дело глумцу комичару, на Данима комедије у Јагодини, 2018.
- Статуете Јоаким Вујић за изузетан допринос развоју позоришне уметности Србије, 2004.
- Нушићева награда, за животно дело глумцу комичару, на позоришном фестивалу „Нушићеви дани“ у Смедереву, 2008.
- Специјална Стеријина награда за свеукупан допринос позоришној уметности Србије, 2018.
- Стеријина награда за најбоље глумачко остварење, за улогу у представи Је ли било кнежеве вечере? 1991.
- Стеријина награда за најбоље глумачко остварење, за улогу у представи Кир Јања 1993.
- Гран при „Татјана Лукјанова“,за улогу Салијерија у Амадеусу Питера Шефера, и улогу Дагија у представи Делиријум тременс, 2006.
- Статуета Ћуран, за улогу Јоакима Вујића у представи Како засмејати господара, на Данима комедије у Јагодини, 1986.
- Награда за дебитантску улогу на Филмским сусретима у Нишу 1973.
- Златни ловоров венац, на МЕС-у у Сарајеву 1981.
- Златни ловоров венац, на МЕС-у у Сарајеву 1989.
- Златна колајна на Фестивалу монодраме у Земуну 1991.
- Октобарска награда Београда, 1993.
- Статуета „Љубиша Јовановић“ у Шапцу, 1993.

## Рекли су о Ејдусу
Његов одлазак велики је губитак. Увек је био пун жеље за играњем. Сјајно, витешки се борио с болешћу. Нико није толико играо као он. Отишао је, али се још није наглумео... Код њега је било оно „глумим, дакле постојим”. Имају то и остали, али код њега је било више него у било ком другом.— Светлана Бојковић, глумица.
Он је глумац од ретке врсте. Умео је од малог да учини много. Увек је исповедао истину. На сцени је поседовао неку врсту своје театралности и своју гестику. Ненадмашан. Велики. Биће запамћен као глумац истине и театралности.— Дејан Мијач, позоришни режисер.
Један је од највећих првака драме Народног позоришта. Изузетних естетских светоназора, спреман да се упусти у рад изван клишеа класичног театра. Радио је као да дан траје 48 сати. Имао је велики ауторитет и радо дозвољавао да се заклањамо иза њега у заједничкој борби за уметност, у којој је увек био први.— Жељко Грубач, драмски писац.
Отишао је неупоредиво најзначајнији глумац савремене српске сцене. Храбар и радознао. Пеца је у сваком погледу био узорна личност, прави лидер. Волео је све у театру: да о њему разговара, да планира, коментарише, гледа дивне представе. Волео је да игра, а највише да проба...— Егон Савин, позоришни редитељ.
Пеца је био првосвештеник богиње Талије, гигантска фигура сцене. Позоришни фанатик, какав се дуго неће родити. Бриљантан глумац, интелектуалац, духовит човек, непоновљива људска појава. Имао сам част да неколико пута делим сцену с њим. Отишао је у легенду, а то је био и за живота.— Миодраг Кривокапић, глумац.